# Решетино (Омская область)
Реше́тино — деревня в Большеуковском районе Омской области России, входит в Аёвское сельское поселение.

## География
Располагается в 12 км к западу от районного центра Большие Уки.

## История
Селение заведено в 1782 году в составе Рыбинской волости Тарского уезда Тобольской губернии.
В 1861 году сооружена деревянная часовня в честь Святого и Чудотворца Николая. Богослужения отправлялись в дни праздников, в честь которого воздвигнута и в дни святой Четырёхдесятницы для говеющих (в советский период часовня была разрушена. На месте разрушенной часовни был установлен поклонный крест с иконой Святого Николая Угодника).
На 1868 год имелось 35 дворов и 240 человек. Располагалась при речке Аёв.
1 января 1881 года входит в состав Становского сельского общества.
На 1893 год имелась 621 десятина удобной земли в пользовании селения (4,9 десятин на 1 двор), 127 крестьянских двора, и 572 человека.
На 1895 год население занималось производством лыка, мочала.
На 1897 год по переписи населения Российской Империи имелось 593 человека. Из них 585 человек были православными.
На 1903 год имелась школа грамоты, торговая лавка. Находилась при речке Аёв на просёлочной дороге.
В 1908 году основан артельный маслодельный завод.
На 1909 год имелась школа грамоты, торговая лавка, 2 ветряные мельницы, водяная мельница, маслодельня, кузница, пожарный сарай.
На 1910 год действовала маслодельная артель. Действовал артельный маслодельный завод «общества Решетинского, Коноваловского, Становского и Зудиловского». Основной капитал 3000 рублей. Завод основан в 1908 году. Располагался в 150 верстах от Тарской пристани. Заведующим завода был А. Р. Янгутов. Годовая прибыль составляла 9000-12000 рублей. На заводе работало 12 рабочих.
1 января 1911 года входит в состав образованного самостоятельного Решетниковского сельского общества.
На 1912 год имелась мелочная лавка, часовня.
На 1926 год имелся сельский совет, школа, маслозавод.
На 1991 год деревня являлась отделением совхоза «Большеуковский».

## Инфраструктура
На 2011 год имелась школа, библиотека, крестьянское (фермерское) хозяйство «Рефет».

## Население
- 1795—255 человек (131 м — 124 ж);
- 1868—240 человек (115 м — 125 ж);
- 1893—572 человека (263 м — 309 ж);
- 1897—593 человека (271 м — 322 ж);
- 1903—416 человек (200 м — 216 ж);
- 1909—425 человек (205 м — 220 ж);
- 1912—476 человек православных;
- 1926—747 человек (353 м — 394 ж).

| 1926 | 2002 | 2010 | 2021 |
| ---- | ---- | ---- | ---- |
| 747  | ↘85  | ↘72  | ↘37  |